# Bataille de Messines (1914)
Pour les articles homonymes, voir Bataille de Messines et Messines (homonymie).
Première Guerre mondiale
Batailles
Front d'Europe de l’Ouest
- Liège (8-1914)
- Namur (8-1914)
- Frontières (8-1914)
- Anvers (9-1914)
- Grande Retraite (9-1914)
- Marne (9-1914)
- Course à la mer (9-1914)
- Yser (10-1914)
- Messines (10-1914)
- Ypres (10-1914)
- Givenchy (12-1914)
- 1re Champagne (12-1914)
- Hartmannswillerkopf (1-1915)
- Neuve-Chapelle (3-1915)
- 2e Ypres (4-1915)
- Colline 60 (4-1915)
- Artois (5-1915)
- Festubert (5-1915)
- Quennevières (6-1915)
- Linge (7-1915)
- 2e Artois (9-1915)
- 2e Champagne (9-1915)
- Loos (9-1915)
- Verdun (2-1916)
- Redoute Hohenzollern (3-1916)
- Hulluch (4-1916)
- 1re Somme (7-1916)
- Fromelles (7-1916)
- Arras (4-1917)
- Vimy (4-1917)
- Chemin des Dames (4-1917)
- 3e Champagne (4-1917)
- 2e Messines (6-1917)
- Passchendaele (7-1917)
- Cote 70 (8-1917)
- 2e Verdun (8-1917)
- Malmaison (10-1917)
- Cambrai (11-1917)
- Bombardements de Paris (1-1918)
- Offensive du Printemps (3-1918)
- Lys (4-1918)
- Aisne (5-1918)
- Bois Belleau (6-1918)
- 2e Marne (7-1918)
- 4e Champagne (7-1918)
- Château-Thierry (7-1918)
- Le Hamel (7-1918)
- Amiens (8-1918)
- Cent-Jours (8-1918)
- 2e Somme (9-1918)
- Bataille de la ligne Hindenburg
- Meuse-Argonne (10-1918)
- Cambrai (10-1918)

Front italien
Front d'Europe de l’Est
Front des Balkans
Front du Moyen-Orient
Front africain
Bataille de l'Atlantique
La première bataille de Messines a lieu du 12 octobre au 2 novembre 1914 pendant la Première Guerre mondiale. Elle oppose les troupes de Sir John French à la VIe armée allemande. Cette bataille fait partie de la dernière étape de la guerre de mouvement, appelée « course à la mer ».
La ville de Messines sera le théâtre d’une autre bataille en 1917, et complètement détruite.

## Forces en présence

### Forces allemandes
- Détachement d'armées von Fabeck
  - XIIIe corps d'armée
  - Corps de la Garde (général von Plettenberg)

## Champ de bataille
L'affrontement a lieu dans une zone située entre la Douve et le canal Ypres-Comines.

## Déroulement
Le Cavalry Corps attaque les positions allemandes au mont des Cats et à Flêtre. Cette attaque est initialement un succès, forçant les Allemands à évacuer leurs positions les plus avancées à Armentières. Leur avance prend fin le 22-23 octobre, après que les Allemands se sont mis sur la défensive, et la ligne de front reste inchangée jusqu'au 30, quand les Allemands la repoussent au niveau de Hollebeke, bien que la contre-attaque de ces derniers à Messines ait échoué. Le 31 octobre, les troupes françaises viennent renforcer les lignes britanniques pour tenter d'endiguer la contre-attaque allemande. Le 2 novembre, la bataille prend fin lorsque les états-majors des deux camps reçoivent l'ordre de concentrer leurs efforts à Ypres.